# Bakersfield Sound
Der Bakersfield Sound ist eine Stilrichtung innerhalb der Country-Musik. Seine Ursprünge liegen in den Wanderungsbewegungen der 1930er und 1940er Jahre, als während der Depression und nach der Dust-Bowl-Katastrophe zehntausende armer Landarbeiter aus Oklahoma Richtung Westen zogen. Die sogenannten Okies suchten Arbeit in den Obstplantagen und Industriegebieten des reichen Kaliforniens. Eines der Hauptansiedlungsgebiete war die Gegend rund um das 150 Kilometer nordöstlich von Los Angeles gelegene Bakersfield. Hier entstand eine lebendige Musikszene, die von der ländlichen Musik der Okies geprägt war.
In den 1950er Jahren zog der gebürtige Texaner Buck Owens nach Bakersfield. Er hatte einen harten, an den Rock ’n’ Roll angelehnten Gitarrenstil. Einen ähnlichen Stil spielte Wynn Stewart. Der härtere und klarere Sound und die simplen Arrangements hoben sich deutlich von dem in dieser Zeit vorherrschenden weicheren Nashville Sound ab. 
Bakersfield wurde in den 1960er Jahren ein wichtiges Zentrum der Country-Musik. Mitverantwortlich hierfür war der Aufstieg Merle Haggards, der nahe Bakersfield geboren wurde. Owens und Haggard machten den Bakersfield Sound über die Region hinaus populär, dazu trugen maßgeblich auch deren Gitarristen Don Rich und Roy Nichols bei.
Heute hat Bakersfield viel von seiner einstigen Bedeutung verloren. Die früher so lebendige Club-Szene hat sich nach Los Angeles verlagert. Nashville ist wieder Zentrum der Country-Musik. Der 1985 zum Star gewordene Dwight Yoakam gilt als letzter großer Vertreter des Bakersfield Sounds.